# 新見吉治
新見 吉治（しんみ きちじ、1874年10月9日 - 1974年11月4日）は、日本の歴史学・教育学者。

## 経歴
愛知県名古屋市生まれ。実家は旧尾張藩の藩主の鉄砲を管理する御手筒同心の家柄だった。旧制第一高等学校から東京帝国大学（現 東京大学）文科大学史学科卒業。1903年に広島高等師範学校に赴任し、日本最初の「歴史教授法」を開講した。1908年にライプツィヒ大学に留学しカール・ランプレヒトに師事、1912年帰国。1916年“Die Geschichte der Buke－ Herrschaft in Japan”（邦訳『日本における武家政治史』）により文学博士を取得。
1929年広島文理科大学教授、史学科初代主任教授、国史学・西洋史学を専攻。1938年定年退官し名誉教授。戦後、公職追放となり、1951年に追放解除となった。
江戸時代武士の研究にも業績がある。徳川林政史研究所研究員、大倉精神文化研究所研究員もつとめた。

## 著書
- 西洋史 統一中等歴史教科書　　六盟館 1917以前
- 猶太人問題      中央融和事業会 1927年
- 歴史教育論　　同文書院 1934
- ナチス祖國愛の教育　　三友社 1935
- 新制西洋史教授資料　　六盟館 1935
- 女學校用西洋歴史（改訂版）教授資料　　六盟館 1936
- 武家政治の研究　　中文館書店 1936（史學研究叢書 第1）
- 家族主義の教育　　育芳社 1937
- すめらみくに　　同文書院 1938
- 日本に於ける武家政治の歴史　舟越康寿訳　　創元社 1941
- 家と戸籍 日本法理叢書　　日本法理研究會 1942
- 結婚の目標は何か 世界比較婚姻史 日高書房 1948.9
- 社会科のための歴史教育　　天満社 1950
- 下級士族の研究 日本学術振興会 1953 （巌南堂書店 1979）
- 壬申戸籍成立に関する研究 日本学術振興会 1959 （巌南堂書店 1979）
- 旗本 吉川弘文館 1967（日本歴史叢書）
- 分け登る歴史学の山路 新見吉治先生頌寿記念刊行会 1969
- 新国史眼 錦正社 1972（国学研究叢書）
- 家族主義の教育 クレス出版 1999（「家族・婚姻」研究文献選集） 復刊

## 翻訳
- 社会学と政治 グムプロウヰッツ 柴山鷲雄共訳 社会学研究会 1902